# Жекшенов, Талант Табылбекович
Талант Табылбекович Жекшенов (р.2 марта 1982) — киргизский борец вольного стиля, призёр чемпионата Азии.

## Биография
Родился в 1982 году во Фрунзе. В 1999 году стал бронзовым призёром Центральноазиатских игр. На чемпионате мира 2001 года занял 29-е место. В 2002 году занял 4-е место чемпионата Азии. В 2003 году занял 8-е место чемпионата Азии и 34-е место чемпионата мира. На чемпионате мира 2005 года смог подняться до 9-го места. В 2006 году стал бронзовым призёром чемпионата Азии и занял 5-е место на Азиатских играх, но на чемпионате мира стал лишь 18-м. В 2007 году занял 5-е место чемпионата Азии и 14-е место чемпионата мира.

## Награды
- Почётный знак «За заслуги в развитии физической культуры, спорта и туризма» (26 ноября 2015 года, Межпарламентская ассамблея СНГ) — за значительный вклад в развитие физической культуры, спорта и туризма в государствах — участниках Содружества Независимых Государств, реализацию идей сотрудничества в сфере физической культуры, спорта и туризма[1]